# 红旗街道 (双辽市)
红旗街道，是中华人民共和国吉林省四平市双辽市下辖的一个乡镇级行政单位。

## 行政区划
红旗街道下辖以下地区：
义顺村、敖卜村、白菜村、郝家村、官井村和桑树村。